# Lautada Urpolo Gazteiz
El Lautada Urpolo Gazteiz es un club acuático con sede en Vitoria, fundado en 2009.

## Historia
Los orígenes del club se remontan a finales de la década de 1980. En esa época donde se crea la sección de waterpolo en el Club Natación Menditxo. Veinte años más tarde se decide crear un club exclusivamente dedicado a la práctica del waterpolo. En la temporada 2009/10 desaparece la sección de waterpolo  en el CN Menditxo y sus integrantes forman el Lautada Urpolo Gazteiz.

## Palmarés
- 2 veces subcampeón de la Copa Euskal Herria de waterpolo femenino (2013 y 2014)
- 2 veces subcampeón de la Liga Euskal Herria de waterpolo femenino (2014 y 2016)